# آماندا میلینگ
آماندا میلینگ (انگلیسی: Amanda Milling؛ زادهٔ ۱۲ مارس ۱۹۷۵) سیاست‌مدار اهل بریتانیا است.